# Eriborus nigriabdominalis
Eriborus nigriabdominalis är en stekelart som först beskrevs av Tohru Uchida 1932.  Eriborus nigriabdominalis ingår i släktet Eriborus och familjen brokparasitsteklar. Inga underarter finns listade i Catalogue of Life.